# Matt und Mara
Matt und Mara (Originaltitel: Matt and Mara) ist ein kanadischer Spielfilm von Kazik Radwanski aus dem Jahr 2024. Das Beziehungsdrama handelt von einer verheirateten Universitätsprofessorin, die auf dem Campus ihrer Hochschule einen Mann aus ihrer Vergangenheit wiedertrifft, was bei der jungen Frau verborgene Gefühle auslöst. Die Hauptrollen übernahmen Deragh Campbell und Matt Johnson. Das Werk wurde im Februar im Rahmen der 74. Berlinale uraufgeführt.

## Handlung
Mara lebt in Toronto und arbeitet als Dozentin für kreatives Schreiben an der dortigen Universität. Die junge Frau ist mit einem Experimentalmusiker verheiratet, hat aber mit Problemen in ihrer Ehe zu kämpfen. Eines Tages trifft sie auf dem Campus ihrer Hochschule Matt wieder. Den charismatischen und freigeistigen Autoren kennt Mara aus der Zeit ihres Studiums. Durch gemeinsame Interessen kommen sich beide einander näher.
Als Maras Ehemann eine gemeinsame Autofahrt zu einer Schriftsteller-Konferenz nach Ithaca absagt, gewinnt sie kurzerhand Matt als Ersatzbegleitung. Unterwegs zum Konferenzort machen sie spontan an den Niagara Falls Halt, kommen sich dort näher, doch nimmt in der Folge die Anspannung in Bezug auf ihre undefinierte Beziehung stetig zu.

## Hintergrund
Es handelt sich um den vierten inszenierten Spielfilm des preisgekrönten kanadischen Regisseurs und Drehbuchautors Kazik Radwanski. Zuletzt war er im Jahr 2020 mit Anne at 13,000 ft in der Sektion Forum auf der Berlinale vertreten. Deragh Campbell und Matt Johnson wurden für die Titelrollen verpflichtet. Beide hatten bereits zuvor die Hauptrollen in Anne at 13,000 ft übernommen.
Der selbst aus Toronto stammende Encounters-Programmleiter Mark Peranson vertrat die These, dass in dem Film „im Prinzip [...] niemand“ fremd gehe beziehungsweise es „sich um ein emotionales Fremdgehen“ handle. „Jemand kommt aus der Vergangenheit und weckt alte Gefühle; und das ist ja etwas, das wir alle irgendwann einmal erlebt haben. Es ist ein Film, der sich mit Untreue befasst, aber die Art und Weise, wie das Thema behandelt wird, ist universell“, so Peranson.

## Veröffentlichung
Die Uraufführung des Films fand am 20. Februar 2024 im Rahmen der Internationalen Filmfestspiele Berlin statt. Dort wurde der Beitrag in die Sektion Encounters aufgenommen.

## Auszeichnungen
Matt und Mara ist automatisch für den Hauptpreis der Sektion Encounters nominiert.